# وارلي ألفيس
وارلي ألفيس أندرادي (بالبرتغالية: Warlley Alves Andrade؛ مواليد 4 يناير 1991) هو مُقاتل فنون قتالية مختلطة برازيلي.
يتنافس في قسم الوزن الخفيف في بطولة القتال النهائي. وهو منافس محترف للفنون القتالية المختلطة منذ عام 2011، وقد صنع وارلي اسمًا لنفسه في القتال في Jungle Fight وهو الفائز في بطولة The Ultimate Fighter: البرازيل 3 للوزن المتوسط.
بدأ ألفيس تدريب الكيك بوكسينغ في سن العاشرة، وفاز بثلاث بطولات برازيلية للكيك بوكسينغ في هذه العملية.

## مهنة الفنون القتالية المختلطة

### المقاتل النهائي
في 26 فبراير 2014، تم الكشف عن اختيار ألفيس ليكون مشاركًا في The Ultimate Fighter: البرازيل 3.هزم ألفيس ويندل أوليفيرا بقرار منقسم للانتقال إلى منزل Ultimate Fighter، ويصبح عضوًا رسميًا في فريق التمثيل.
تم اختيار ألفيس ليكون الاختيار الثالث (الخامس بشكل عام) للمدرب تشيل سونين ليكون جزءًا من فريق سونين. في قتاله الثاني للوزن المتوسط لهذا الموسم، تم اختيار ألفيس لمحاربة إسماعيل دي جيسوس. فاز ألفيس بالضربة القاضية (الركبتين) في الجولة الأولى. ثم كان من المقرر أن يواجه فاغنر سيلفا للحصول على مكان في المباراة النهائية ضد مارسيو ألكسندر جونيور. وهزم سيلفا عن طريق الاستسلام (خنق المقصلة).

### بطولة القتال النهائي
ظهر ألفيس لأول مرة في UFC في 31 مايو 2014 في نهائي The Ultimate Fighter البرازيل 3 ضد مارسيو ألكسندر جونيور لتحديد الفائز في بطولة الوزن المتوسط The Ultimate Fighter: البرازيل 3 لقد فاز بالقتال عن طريق التقديم الفني (خنق المقصلة) بعد خمس وعشرين ثانية فقط من الجولة الثالثة. أكسبه هذا الفوز جائزة أداء الليل. بعد القتال ذكر ألفيس أنه سيقاتل في قسم وزن الوسط في UFC.
قاتل ألفيس بعد ذلك مع آلان جوبان في 8 نوفمبر 2014 في UFC Fight Night 56 في الحدث الرئيسي المشترك. فاز في المعركة بقرار مثير للجدل بالإجماع.
واجه ألفيس نوردين طالب في 1 أغسطس 2015 في UFC 190. فاز في القتال بالاستسلام في الجولة الثانية.
واجه ألفيس كولبي كوفينجتون في 12 ديسمبر 2015 في UFC 194. فاز في المعركة عن طريق الاستسلام بالخنق المقصلة في الجولة الأولى، مما أعطى كوفينجتون أول خسارة احترافية له.
واجه ألفيس برايان باربيرينا في 14 مايو 2016 في UFC 198. خسر ألفيس المعركة بقرار إجماعي.
واجه ألفيس بعد ذلك كامارو عثمان في 19 نوفمبر 2016 في UFC Fight Night 100. وخسر القتال القرار بالإجماع.
كان من المتوقع أن يواجه ألفيس كيتشي كونيموتو في 11 يونيو 2017 في UFC Fight Night 110. ومع ذلك، انسحب ألفيس من القتال في 19 مايو وحل محله زاك أوتو.
كان من المتوقع أن يواجه ألفيس جيم والهيد في 21 أكتوبر 2017 في UFC Fight Night 118. تم إجبار Wallhead على الخروج من البطاقة بسبب الإصابة وتم استبداله بالوافد الجديد سليم الطواهري. فاز بالقتال بقرار إجماعي.
واجه ألفيس السلطان علييف في 12 مايو 2018 في UFC 224. فاز بالقتال عبر TKO بسبب توقف الطبيب في نهاية الجولة الثانية.
واجه ألفيس جيمس كراوس في 25 أغسطس 2018 في UFC Fight Night 135. خسر المعركة بالضربة القاضية الفنية.
في المعركة النهائية لعقده السائد، واجه ألفيس سيرجيو مورايس في 11 مايو 2019 في UFC 237. فاز بالقتال بالضربة القاضية في الجولة الثالثة. أكسبته هذه المعركة جائزة أداء الليل.
بعد وكالة مجانية لفترة وجيزة، وقع ألفيس عقدًا جديدًا رباعي القتال مع UFC وواجه راندي براون في UFC على ESPN + 22 في 16 نوفمبر 2019. خسر المعركة عن طريق الاستسلام بالخنق المثلثي في الجولة الثانية.
كان من المتوقع أن يواجه ألفيس كريستيان أغيليرا في 16 يناير 2021 في UFC على قناة ABC 1. ومع ذلك، انسحب أجيليرا في أواخر ديسمبر بسبب الإصابة. وحل محله منير لازيز.وسيتم الاقتران بعد أربعة أيام في UFC على ESPN: Chiesa vs. Magny. فاز ألفيس بالقتال في الجولة الأولى بعد سلسلة من الركلات على جسده أسقطت لازيز ثم قضت عليه على الأرض. كما حصل على أداء الليل.
كان من المقرر أن يواجه ألفيس رمضان إيميف في 26 يونيو 2021 في UFC Fight Night 190. ومع ذلك، انسحب إيمييف في منتصف يونيو لأسباب غير معلنة، وتم استبداله بالوافد الترويجي الجديد جيريميا ويلز. خسر ألفيس المعركة بالضربة القاضية في الجولة الثانية.
وكان من المقرر أن يواجه ألفيس جاك ديلا مادالينا في 22 يناير 2022 في UFC 270. ومع ذلك، انسحب ألفيس في أوائل شهر يناير لأسباب غير معلنة وتم استبداله ببيت رودريجيز.
واجه ألفيس نيكولاس دالبي في 21 يناير 2023 في UFC 283. لقد خسر المعركة بقرار منقسم.
واجه ألفيس إكرام أليسكروف في مباراة الوزن المتوسط، ليحل محل نصر الدين إيمافوف، في 21 أكتوبر 2023، في UFC 294. خسر المعركة بالضربة القاضية الفنية في الجولة الأولى.
ومن المقرر أن يواجه ألفيس أبوسوبيان ماغوميدوف في 18 مايو 2024

## وصلات خارجية
- وارلي ألفيس على موقع يو إف سي (الإنجليزية)
- وارلي ألفيس على موقع شيردوغ (الإنجليزية)
- وارلي ألفيس على موقع Tapology.com (الإنجليزية)
- وارلي ألفيس على موقع IMDb (الإنجليزية)